# Мар'я Болконська
Княжна Мар'я Болконська — героїня роману Л. Н. Толстого «Війна і мир», дочка Миколи Андрійовича Болконського.

## Мар'я у романі
Дочка старого князя Болконського і сестра Андрія Болконського. Марія негарна, болюча, але все її обличчя перетворюють прекрасні очі:
| … очі княжни, великі, глибокі і променисті (неначе промені теплого світла іноді снопами виходили з них), були такі хороші, що дуже часто, незважаючи на некрасивість всього особи, очі ці робилися привабливіше краси. |
 Василь Курагін  хотів одружити свого сина  Анатоля, який веде розгульний спосіб життя, на Марії Болконській. В листопаді місяці 1805 князь Василь мав їхати на ревізію в чотири губернії. Він влаштував для себе це призначення так, щоб заразом відвідати свої занедбані маєтки, і взявши з собою (з місця розташування його полку) сина Анатоля, з ним разом завітати до князя Миколі Андрійовичу Болконського з тим, щоб домовитися про одруження свого сина з його донькою.
Під час візиту Анатоль Курагін почав фліртувати з m-lle Bourienne, з компаньйонкою князівни. M-lle Bourienne закохалася в багатого нареченого. Марія ([княжна]) підняла очі і в двох кроках від себе побачила Анатоля, який обіймав француженку і щось шепотів їй. Анатоль з страшним виразом на гарному обличчі озирнувся на княжну Марію і не випустив в першу секунду талію m-lle Bourienne, яка не бачила її. В результаті, княжна Марія Болконська вирішує пожертвувати власним щастям і збирається влаштувати шлюб m-lle Bourienne з Анатолем Курагіним. З цього задуму нічого не вийшло.
Княжна Марія відрізняється великою релігійністю. Вона часто приймає у себе всіляких прочан, або як вона їх називає «божі люди», мандрівників. У неї немає близьких друзів, вона живе під гнітом батька, якого любить, але неймовірно боїться. Старий князь Болконський відрізнявся поганим характером, Марія була абсолютно забита їм і зовсім не вірила в своє особисте щастя. Всю свою любов вона віддає батькові, брату Андрію і його синові, намагаючись замінити маленькому Миколці (рос. Николеньке) померлу матір.
Життя Марії змінюється з моменту зустрічі з Миколою Ростовим. Він «врятував» її від дворових мужиків, які не хотіли випускати княжну з маєтку, в якому помер її батько. Саме Микола побачив все багатство і красу її душі. Вони одружуються, Марія стає відданою дружиною.